# 宮脇千博
宮脇 千博（みやわき ちひろ、1991年8月28日 - ）は日本の元陸上競技選手。専門は長距離走・マラソン。長野県駒ヶ根市出身。中京高等学校卒業。トヨタ自動車に所属していた。序盤から積極的に先行するレーススタイルを持つ。トヨタ自動車入社後に実績を重ね、2011年11月に10000m日本歴代6位（当時）となる27分41秒57、2012年3月にハーフマラソン日本歴代3位（当時）となる1時間00分53秒を記録した。

## 経歴
- 中学時代から陸上を始めた。 駒ヶ根市立東中学校時代は目立った実績を残していないが、岐阜県の中京高校に入学し、インターハイや全国高校駅伝に出場。卒業後は大学には進学せず、トヨタ自動車に入社。1年目から主力として活躍し、2011年の全日本実業団対抗駅伝競走大会では1区を走り4位と、チームの初優勝に貢献。同年11月に10000m日本歴代6位となる27分41秒57を記録。翌2012年の全日本実業団駅伝では3区で区間新の快走を見せ、区間賞を獲得。同年3月には全日本実業団ハーフマラソンにて日本歴代3位となる1時間00分53秒を記録し、大会新（当時）で優勝を飾った。
- 2013年の全日本実業団駅伝では2年ぶりの1区を走り区間賞獲得。翌2014年の全日本実業団駅伝ではエース区間の4区を走り区間賞を獲得した[2]。これで全日本実業団駅伝3年連続3度目の区間賞獲得となった。
- 2013年2月の東京マラソン2013で初マラソンに挑戦、2時間11分50秒のタイムで15位だった。
- 2015年の全日本実業団駅伝では区間記録保持者として3区を走ったが区間3位となり、同駅伝4年連続の区間賞こそ逃したものの、続く4区を走った同い年のルーキー窪田忍とともにトヨタ自動車の4年ぶり2度目の優勝に尽力した。なお、宮脇はトヨタ自動車入社以来5年連続5回全日本実業団駅伝に出走した[3]。翌2016年の全日本実業団駅伝では初めて5区に登場し、先頭と17秒あった差を詰め首位で6区にタスキをつないだ。トヨタ自動車は6区、7区も先頭を守り二連覇を達成した。
- 2016年現在、宮脇はトヨタ自動車入社以来6年連続6回全日本実業団駅伝に出走した。それらすべての大会で自身の区間賞またはチームの総合優勝を経験したが、その両方を達成した大会は1度もないと、語っている[4]。
- 2017年3月5日開催のびわ湖毎日マラソンへ、3年ぶり2回目のフルマラソン出走となったが、2時間16分51秒の総合25位に終わった[5]
- 2018年2月25日開催の東京マラソン2018に出場。5km辺りでハイペースで突っ走る先頭集団に加わらず自重、後方の集団で待機。それ以降も5km毎15分台前半～後半と一定したペースを保持して終盤順位をげていく。結果男子マラソン日本記録を更新した設楽悠太（Honda）からは2分以上離されたが、自身初のサブテン（2時間10分未満）を達成する2時間8分台でゴールイン。総合8位・日本人4着に入り、マラソングランドチャンピオンシップ（2020年東京オリンピック男子マラソン選考会）出場権を獲得した[6][7]。
- 2023年3月5日に行われた東京マラソン2023を最後に、現役を引退した[8]。

## マラソン記録
- 2時間08分45秒 2018年2月25日 東京マラソン2018

|            | 5 km  | 10 km | 15 km | 20 km   | ハーフ   | 25 km   | 30 km   | 35 km   | 40 km    | ゴール  |
| ---------- | ----- | ----- | ----- | ------- | -------- | ------- | ------- | ------- | -------- | ------- |
| タイム     | 14:52 | 29:52 | 45:01 | 1:00:14 | 1:03:035 | 1:15:15 | 1:30:35 | 1:46:17 | 2:01:555 | 2:08:45 |
| スプリット | 14:52 | 14:59 | 15:10 | 15:13   |          | 15:01   | 15:20   | 15:42   | 15:38    | 06:50   |

## 自己記録
| 種目           | 記録          | 年             | 大会                         | 備考                |
| -------------- | ------------- | -------------- | ---------------------------- | ------------------- |
| 5000m          | 13分35秒74    | 2011年5月28日  | ゴールデンゲームズinのべおか |                     |
| 10000m         | 27分41秒57    | 2011年11月26日 | 八王子ロングディスタンス     | 日本歴代6位（当時） |
| ハーフマラソン | 1時間00分53秒 | 2012年3月18日  | 全日本実業団ハーフマラソン   | 日本歴代3位（当時） |
| 30 km          | 1時間29分51秒 | 2013年2月17日  | 熊日30キロロードレース       |                     |
| マラソン       | 2時間08分45秒 | 2018年2月25日  | 東京マラソン                 | MGC出場権獲得       |

## 駅伝戦績
実業団駅伝戦績
| 年度                                                     | 大会                                   | 所属         | 区間     | 区間順位          | 記録          | 総合順位                |
| -------------------------------------------------------- | -------------------------------------- | ------------ | -------- | ----------------- | ------------- | ----------------------- |
| 2010年度 （入社1年目）                                   | 第50回中部・北陸実業団対抗駅伝競走大会 | トヨタ自動車 | 1区      | 区間賞            | 31分26秒      | トヨタ自動車優勝        |
| 2010年度 （入社1年目）                                   | 第55回全日本実業団対抗駅伝競走大会     | トヨタ自動車 | 1区      | 区間4位           | 36分04秒      | トヨタ自動車優勝        |
| 2011年度 （入社2年目）                                   | 第51回中部・北陸実業団対抗駅伝競走大会 | トヨタ自動車 | 7区      | 区間賞*           | 29分18秒      | トヨタ自動車A優勝       |
| 2011年度 （入社2年目）                                   | 第56回全日本実業団対抗駅伝競走大会     | トヨタ自動車 | 3区      | 区間賞*           | 37分52秒      | トヨタ自動車4位         |
| 2012年度 （入社3年目）                                   | 第52回中部・北陸対抗駅伝競走大会       | トヨタ自動車 | 出走なし | 出走なし          | 出走なし      | トヨタ自動車2位         |
| 2012年度 （入社3年目）                                   | 第57回全日本実業団対抗駅伝競走大会     | トヨタ自動車 | 1区      | 区間賞            | 34分48秒      | トヨタ自動車8位         |
| 2013年度 （入社4年目）                                   | 第53回中部・北陸実業団対抗駅伝競走大会 | トヨタ自動車 | 3区      | 区間賞            | 29分00秒      | トヨタ自動車A2位        |
| 2013年度 （入社4年目）                                   | 第58回全日本実業団対抗駅伝競走大会     | トヨタ自動車 | 4区      | 区間賞            | 1時間03分35秒 | トヨタ自動車7位         |
| 2014年度 （入社5年目）                                   | 第54回中部・北陸実業団対抗駅伝競走大会 | トヨタ自動車 | 5区      | OP（区間2位相当） | 37分39秒      | トヨタ自動車Bオープン   |
| 2014年度 （入社5年目）                                   | 第59回全日本実業団対抗駅伝競走大会     | トヨタ自動車 | 3区      | 区間3位           | 38分41秒      | トヨタ自動車優勝        |
| 2015年度 （入社6年目）                                   | 第55回中部・北陸実業団対抗駅伝競走大会 | トヨタ自動車 | 3区      | OP（区間2位相当） | 33分43秒      | トヨタ自動車Bオープン   |
| 2015年度 （入社6年目）                                   | 第60回全日本実業団対抗駅伝競走大会     | トヨタ自動車 | 5区      | 区間3位           | 47分29秒      | トヨタ自動車優勝        |
| 2016年度 （入社7年目）                                   | 第56回中部・北陸実業団対抗駅伝競走大会 | トヨタ自動車 | 6区      | 区間賞            | 26分50秒      | トヨタ自動車A優勝*      |
| 2016年度 （入社7年目）                                   | 第61回全日本実業団対抗駅伝競走大会     | トヨタ自動車 | 7区      | 区間5位           | 46分31秒      | トヨタ自動車2位         |
| 2017年度 （入社8年目）                                   | 第57回中部・北陸実業団対抗駅伝競走大会 | トヨタ自動車 | 3区      | 区間賞*           | 32分55秒      | トヨタ自動車A優勝*      |
| 2017年度 （入社8年目）                                   | 第62回全日本実業団対抗駅伝競走大会     | トヨタ自動車 | 4区      | 区間4位           | 1時間05分40秒 | トヨタ自動車3位         |
| 2018年度 （入社9年目）                                   | 第58回中部・北陸実業団対抗駅伝競走大会 | トヨタ自動車 | 出走なし | 出走なし          | 出走なし      | トヨタ自動車優勝        |
| 2018年度 （入社9年目）                                   | 第63回全日本実業団対抗駅伝競走大会     | トヨタ自動車 | 出走なし | 出走なし          | 出走なし      | トヨタ自動車3位         |
| 2019年度 （入社10年目）                                  | 第59回中部・北陸実業団対抗駅伝競走大会 | トヨタ自動車 | 出走なし | 出走なし          | 出走なし      | トヨタ自動車A優勝       |
| 2019年度 （入社10年目）                                  | 第64回全日本実業団対抗駅伝競走大会     | トヨタ自動車 | 出走なし | 出走なし          | 出走なし      | トヨタ自動車2位         |
| 2020年度 （入社11年目）                                  | 第60回中部・北陸実業団対抗駅伝競走大会 | トヨタ自動車 | 1区      | 区間3位*          | 34分43秒      | トヨタ自動車A優勝*      |
| 2020年度 （入社11年目）                                  | 第65回全日本実業団対抗駅伝競走大会     | トヨタ自動車 | 出走なし | 出走なし          | 出走なし      | トヨタ自動車2位         |
| 2021年度 （入社12年目）                                  | 第61回中部・北陸実業団対抗駅伝競走大会 | トヨタ自動車 | 出走なし | 出走なし          | 出走なし      | トヨタ自動車2位         |
| 2021年度 （入社12年目）                                  | 第66回全日本実業団対抗駅伝競走大会     | トヨタ自動車 | 出走なし | 出走なし          | 出走なし      | トヨタ自動車5位         |
| 2022年度 （入社13年目）                                  | 第61回中部・北陸実業団対抗駅伝競走大会 | トヨタ自動車 | 5区      | 区間賞*           | 35分18秒      | 中部実業団選抜Aオープン |
| 2022年度 （入社13年目）                                  | 第66回全日本実業団対抗駅伝競走大会     | トヨタ自動車 | 出走なし | 出走なし          | 出走なし      | トヨタ自動車3位         |
| *は区間順位の場合は区間新記録.総合順位の場合は大会新記録 |                                        |              |          |                   |               |                         |

## 関連人物
- 高林祐介 - 元チームメイト
- 窪田忍 - 現チームメイト